# Aquae Tarbellicae
Aquae Tarbellicae, también conocida como Aquae Tarbellae o ciuitas Aquensium, es una ciudad aquitano-romana y el antiguo nombre de la ciudad de Dax. El lugar sirvió de base militar para afrontar la conquista de la Hispania septentrional.

## Historia

### Las fuentes de aguas termales
Dax debe su origen a los romanos que, en tiempos del emperador Augusto, crearon la antigua ciudad dándole el nombre de Aquae Tarbellicae ("las aguas de los Tarbelos», los aquitanos que poblaban en esta región, próxima a los vascones) o Aquae Auguste («las aguas de Augusto»).
La antigua ciudad se creó en torno a la fuente de agua caliente (la Néhe), y la presencia de agua cálida, muy apreciada por los romanos, se menciona en el nombre de la ciudad (Aquae, que es el topónimo latino que se utiliza para hacer referencia a lugares que cuentan con fuentes de agua termal con virtudes terapéuticas).
Hasta la Revolución, el nombre de la ciudad se deletreaba Acqs, más cercano a su origen latino y etimológico, Aquae .

### Aquae Tarbellicae, capital de civitas
La ciudad nació tras la conquista romana, en el contexto de la reforma augusta del 16 - 13 a. C. Fue creada ex novo ("nueva") para ser la capital de la ciudad de Tarbelos, una de las 21 ciudades que formaban parte de la nueva provincia romana de Aquitania, en el contexto de la reorganización administrativa romana de los antiguos pueblos de Aquitania.

### La leyenda del legionario y su perro.
Según la Leyenda de Dax, un legionario romano poseía un perro al que estaba muy apegado. Pero la bestia estaba envejeciendo y lisiada por el reumatismo. Cuando el hombre fue llamado a una misión, no podía llevar a su animal con él. Por compasión, el legionario decidió poner fin a su sufrimiento arrojándolo al Adour para ahogarlo. De regreso de la campaña, se sorprendió al encontrar a su perro, vivo y en excelente forma. Este último se había desviado a lo largo del río hasta bolsas de lodo, lo que le permitió recuperar una segunda juventud. Así habrían descubierto los romanos las virtudes del barro del Adour y de las aguas del manantial del Néhe.
Nacía la vocación termal de Dax. Las legiones romanas llegaron allí para encontrar fuerza y vigor. El emperador Augusto y su hija Julia también tomaron las aguas allí, asegurando así la fama de Dax en Roma y en toda la antigua Galia. Él le legó su sello a ella, nombrándola Aquae Augustae; los baños termales se construyeron alrededor de la fuente cálida, la Néhe, con villas romanas que formaron, durante el Bajo Imperio, un verdadero distrito.
Debido a su ubicación geográfica, la ciudad primitiva pronto demostró ser una importante ciudad mercantil, lo que le valió la ocupación o visita a su vez de los visigodos, los sarracenos, los normandos, los vándalos y los vikingos.